# Protonibea
Protonibea is een monotypisch geslacht van straalvinnige vissen uit de familie van ombervissen (Sciaenidae).

## Soort
- Protonibea diacanthus (Lacepède, 1802)